# 燭寿
燭 寿（しょく じゅ、生没年不詳）は、中国戦国時代の秦の政治家。客卿の立場であったが昭襄王の時代において一時的に秦の相邦となる。
昭襄王15年（紀元前292年）、魏冄が病気を理由に相邦の地位を退いた際、客卿の燭寿が後任の相邦となった。
昭襄王16年（紀元前291年）、燭寿は辞任し魏冄が相邦に再任され、穣の地に封じられ穣侯と呼ばれるようになった。